# Trad (Winklarn)
Trad ist ein Ortsteil des Marktes Winklarn (Verwaltungsgemeinschaft Oberviechtach) im Oberpfälzer Landkreis Schwandorf in Bayern und liegt in der Region Oberpfalz-Nord.

## Geografie
Trad liegt im Naturpark Oberpfälzer Wald, etwa eineinhalb Kilometer nordöstlich vom Kernort Winklarn entfernt.
Nachbarorte sind im Norden Windhals, im Südwesten Winklarn und im Osten Forsthof.

## Geschichte
Am 31. Dezember 1990 hatte Trad fünf Einwohner und gehörte zur Pfarrei Winklarn. Aktuelle gibt es nur einen Einwohner.